# Aname turrigera
Aname turrigera là một loài nhện trong họ Nemesiidae.
Aname turrigera được miêu tả năm 1994 bởi Main.